# Oficerska Szkoła Obserwatorów Lotniczych
Oficerska Szkoła Obserwatorów Lotniczych – szkoła lotnictwa Wojska Polskiego w II Rzeczypospolitej Polskiej.

## Historia
Szkolenie obserwatorów lotniczych w lotnictwie polskim początkowo było prowadzone w jednostkach lotniczych. Brak było odpowiedniego zaplecza do zorganizowania właściwej szkoły. Na lotnisku mokotowskim w czasie I wojny światowej funkcjonowała szkoła szkoląca obserwatorów na potrzeby Luftstreitkräfte, jednak wycofująca się armia niemiecka zniszczyła jej wyposażenie fotograficzne i radiowe. Utworzenie szkoły stało się możliwe dopiero po przybyciu do Polski jednostek lotniczych „Błękitnej Armii”.
16 maja 1919 roku minister spraw wojskowych rozkazem D.M.O.1379. Dep. I zatwierdził etat Oficerskiej Szkoły Obserwatorów Lotniczych. 27 lipca 1919 roku minister spraw wojskowych nadał dowódcy szkoły prawa i kompetencje dowódcy samodzielnego batalionu. 1 sierpnia 1919 roku oficjalnie otwarto Oficerską Szkołę Obserwatorów Lotniczych w Warszawie. Jej pierwszym komendantem został ppor. obserwator Wiktor Szandorowski, a kadrę instruktorską tworzyli oficerowie polscy i francuscy: por. Goliński, mjr Maissoneuve, kpt. Mennier, por. Elave, por. Laporotte i por. Lacome. Pierwsza grupa szkolonych liczyła 29 kursantów, szkolenie trwało do 19 września 1919 roku. Absolwentami kursu zostało 16 lotników, których niezwłocznie skierowano do jednostek frontowych. Ta pierwsza grupa była szkolona w najtrudniejszych warunkach – brak było pomieszczeń wykładowych i sprzętu. Samoloty do lotów treningowych udostępniała Francuska Szkoła Pilotów oraz 581 Eskadra Salmsonów, Szkoła posiadała tylko jednego własnego pilota. W 1919 roku 581 Eskadra Salmsonów, po przeniesieniu do niej lotników francuskich z innych jednostek lotniczych Wojska Polskiego, stała się eskadrą szkolną w ramach OSOL. Program szkolenia został oparty na francuskich wzorach wyniesionych z I wojny światowej. Kursanci mieli opanować ogólną wiedzę lotniczą, wiadomości z zakresu taktyki, uzbrojenia, radiotelegrafii, aerofotografii, aeronawigacji i bombardowania. Szczególnie duży nacisk kładziono na naukę współpracy obserwatorów z artylerią i piechotą. 17 września 1919 roku minister spraw wojskowych zatwierdził „Przepisy dotyczące przyjmowania uczniów do Oficerskiej Szkoły Obserwatorów Lotniczych”.
Drugi kurs rozpoczął się 27 października 1919 roku. Naukę rozpoczęło 41 kursantów. Do dyspozycji szkoły została oddana 4 Eskadra Wywiadowcza, którą ściągnięto z frontu. W trakcie trwania tego kursu Szkoła została przeniesiona do Torunia. Dyslokacja nastąpiła 26 lutego 1920 roku, szkoła została umieszczona w budynkach byłej niemieckiej szkoły lotniczej. Komendantem w dalszym ciągu był por. obs. Wiktor Szandrowski, a jego adiutantem był por. obs. Jarosław Goligowski. Kadra instruktorska również była międzynarodowa: w jej skład wchodzili Francuzi (kpt. Mennier, kpt. Bovidier, kpt. Peron, kpt. Lete i por. Birkel) oraz Polacy (kpt. Władysław Franciszek Bielawski, por. Czesław Filipowicz, por. Jan Żardecki, por. Karol Miłobędzki i urzędnik wojskowy Józef Gabriel Milczewski). Na szkolenie przyjmowano oficerów wszystkich rodzajów broni, którzy nie ukończyli 30. roku życia. W pierwszej kolejności miano rekrutować oficerów już posiadających doświadczenie w charakterze obserwatorów, w drugiej kolejności przyjmowano oficerów lotnictwa z doświadczeniem bojowym z I wojny światowej, a w trzeciej kolejności oficerów artylerii. Na podstawie doświadczeń z frontu polsko-bolszewickiego rozszerzono zajęcia z radiotelegrafii, aerofotografii i bombardowania. Szkolenie zakończono 9 lutego 1920 roku. Kurs ukończyło 19 absolwentów.
Pomimo dużego zapotrzebowania na obserwatorów, trzeci kurs został zorganizowany dopiero 14 kwietnia 1920 roku. W kadrze instruktorskiej znaleźli się Francuzi: kpt. Lete, kpt. Avrile, kpt. Olivian, kpt. Peyron, por. Gibon i por. Birkel oraz Polacy: kpt. Julian Słoniewski, por. Karol Miłobędzki, por. Mieczysław Marian Przybyłowicz, por. Jan Żardecki, por. Biernacki, por. Jerzy Jan Roszkowski i urzędnik wojskowy Józef Gabriel Milczewski. Przyjęto na niego 36 kursantów, a 6 czerwca 1920 roku absolwentami zostało 26 spośród nich. W programie szkolenia trzeciego kursu wprowadzono dodatkowe zajęcia z zakresu strzelania do celów naziemnych.
10 kwietnia 1920 roku minister spraw wojskowych określił nowe warunki przyjęcia kandydatów do szkoły oraz zapowiedział uruchomienie kolejnego kursu w dniu 15 lipca tego roku. Trudna sytuacja na froncie spowodowała zwieszenie działalności Szkoły. Jej kadra i słuchacze otrzymali przydział do 4 eskadry wywiadowczej (nazwanej „Toruńską”) i wzięli udział w działaniach wojennych na froncie polsko-bolszewickim.
10 września 1920 roku Szkoła wznowiła działalność, 23 października powróciła z frontu do szkoły przypisana do niej 4 eskadra wywiadowcza. Został zorganizowany czwarty kurs obserwatorów, do którego podeszło 16 oficerów, ale wkrótce pięciu z nich zrezygnowało z dalszego szkolenia. Latem 1921 roku komendantem Szkoły został płk pil. Antoni Buckiewicz. Piąty kurs ukończyło 15 oficerów, następnie Szkoła zawiesiła działalność. Przyczyną były problemy sprzętowe i kadrowe. Brak było wystarczającej liczby samolotów (Szkoła dysponowała 11 wyeksploatowanymi samolotami 5 różnych typów) oraz mechaników. W tym czasie szkoła organizowała tzw. kursy informacyjne przeznaczone dla doświadczonych oficerów frontowych. Pomimo trudności udało się w listopadzie 1921 roku uruchomić szósty kurs obserwatorów, który trwał do października 1922 r.
W 1922 roku Szkoła została przemianowana na Szkołę Obserwatorów i Strzelców Lotniczych.
| Zestawienie działalności szkoły | Zestawienie działalności szkoły | Zestawienie działalności szkoły | Zestawienie działalności szkoły | Zestawienie działalności szkoły | Zestawienie działalności szkoły | Zestawienie działalności szkoły | Zestawienie działalności szkoły |
| Kurs                            | Czas trwania kursu              | Czas trwania kursu              | Przeciętna liczba instruktorów  | Liczba przyjętych uczniów       | Liczba lotów szkolnych          | Liczba godzin wylatanych        | Liczba absolwentów              |
| ------------------------------- | ------------------------------- | ------------------------------- | ------------------------------- | ------------------------------- | ------------------------------- | ------------------------------- | ------------------------------- |
| I Kurs                          | 1 VIII – 19 IX 1919             | 1 miesiąc i 20 dni              | 4                               | 29                              | 100                             | 53                              | 16                              |
| II Kurs                         | 27 X 1919 – 9 II 1920           | 3 miesiące i 10 dni             | 9                               | 41                              | 144                             | 65                              | 19                              |
| III Kurs                        | 14 IV – 6 VI 1920               | 1 miesiąc i 20 dni              | 9                               | 36                              | 203                             | 103                             | 26                              |
| Razem                           | Razem                           | Razem                           |                                 | 106                             | 647                             | 221                             | 71                              |

Z uwagi na specyfikę wojny polsko-bolszewickiej w trakcie kursów szczególną uwagę przywiązywano do nauki nawigacji. Zakładano, że absolwenci kursu będą zdolni do prowadzenia nawigacji podczas głębokich lotów na rozpoznanie (do 250 km) i lotów łącznikowych. Kursanci w trakcie zajęć przechodzili również praktyczne ćwiczenia w zakresie strzelania powietrznego oraz podstaw praktycznego pilotażu.

## Absolwenci
I Kurs
25 września 1919 roku minister spraw wojskowych mianował niżej wymienionych oficerów obserwatorami z prawem noszenia odznaki obserwatora na czas pełnienia służby w Wojskach Lotniczych:

1. kpt. Witold Józef Prosiński,
2. ppor. Edward Wasiakowski,
3. ppor. Karol Miłobędzki,
4. ppor. Eugeniusz Tromszczyński,
5. por. Tadeusz Antonowicz,
6. por. Stanisław Jan Gołębiowski,
7. por. Stanisław Gogoliński,
8. por. Wiktor Szandorowski,
9. por. Franciszek Trenkwald,
10. por. Bolesław I Kwiatkowski,
11. por. Tytus Karpiński,
12. por. Tomasz Turbiak,
13. por. Aleksander Łaguna,
14. por. Bolesław Popelewski,
15. pchor. Bohdan Błysk-Wilski,
16. por. Józef Mieczysław Zajączkowski[19].

II Kurs
1. ppor. Kazimierz Braun
2. ppor. Józef Adam Stanisław Mickiewicz
3. por. Jan Petrażycki
4. por. Stanisław Ratomski
5. ppor. Stanisław Rudnicki
6. ppor. Olgierd Tuskiewicz

III Kurs
- ppor. piech. Stanisław Żarski